# Campionati europei di pugilato dilettanti femminili 2005
I Campionati europei di pugilato dilettanti femminili 2005 si sono tenuti a Tønsberg, Norvegia, dall'8 al 15 maggio 2005. È stata la 4ª edizione della competizione organizzata dall'organismo di governo europeo del pugilato dilettantistico, EUBC.

## Podi
| Specialità                 | Oro                 | Argento          | Bronzo                                |
| Pesi paglia (kg 46)        | Yelena Sabitova     | Camelia Negrea   | Derya Aktop Oksana Shtakun            |
| Pesi mosca leggeri (kg 48) | Laura Tosti         | Olesya Gladkova  | Steluta Duta Monika Csik              |
| Pesi mosca (kg 50)         | Simona Galassi      | Hasibe Özer      | Nelly Onishchenko Viktoriya Usachenko |
| Pesi supermosca (kg 52)    | Sofija Ochigava     | Sumeyra Kaya     | Maarit Teuronen Viktoriya Rudenko     |
| Pesi gallo (kg 54)         | Karolina Michalczuk | Seda Aygun       | Ludmila Hrytsay Mihaela Cijeschi      |
| Pesi piuma (kg 57)         | Myriam Chomaz       | Henriette Kitel  | Nagehan Gul Josefine Tengroth         |
| Pesi leggeri (kg 60)       | Katie Taylor        | Eva Wahlstroem   | Gulsum Tatar Ingrid Egner             |
| Pesi superleggeri (kg 63)  | Cecilia Brækhus     | Yulia Nemtsova   | Larisa Pop Kiymet Karpuzoglu          |
| Pesi welter (kg 66)        | Irina Sineckaja     | Yvonne Rasmussen | Yeliz Yesil Olexandra Kozlan          |
| Pesi superwelter (kg 70)   | Karolina Łukasik    | Siren Siraas     | Natalia Perchrest Nurcan Carkci       |
| Pesi medi (kg 75)          | Anna Laurell        | Maria Yavorskaya | Emine Özkan Anita Ducza               |
| Pesi mediomassimi (kg 80)  | Galina Ivanova      | Ewa Piwowarska   | Selma Yagci Gabriela Mitran           |
| Pesi massimi (kg 80 +)     | Adriana Hosu        | Maria Kovacs     | Anna Zyelyuk Paulina Szmidt           |

## Medagliere
Nazione ospitante 
| Posiz. | Nazione   | Oro | Argento | Bronzo | Totale |
| ------ | --------- | --- | ------- | ------ | ------ |
| 1      | Russia    | 4   | 3       | 1      | 8      |
| 2      | Polonia   | 2   | 1       | 1      | 4      |
| 3      | Italia    | 2   | 0       | 0      | 2      |
| 4      | Norvegia  | 1   | 2       | 1      | 4      |
| 5      | Romania   | 1   | 1       | 4      | 6      |
| 6      | Svezia    | 1   | 0       | 1      | 2      |
| 7      | Francia   | 1   | 0       | 0      | 1      |
| 7      | Irlanda   | 1   | 0       | 0      | 1      |
| 9      | Turchia   | 0   | 3       | 8      | 11     |
| 10     | Ungheria  | 0   | 1       | 2      | 3      |
| 11     | Finlandia | 0   | 1       | 1      | 2      |
| 12     | Danimarca | 0   | 1       | 0      | 1      |
| 13     | Ucraina   | 0   | 0       | 7      | 7      |
|        | Totale    | 13  | 13      | 26     | 52     |